# Kayen Kidul (plaats)
Kayen Kidul is een bestuurslaag in het regentschap Kediri van de provincie Oost-Java, Indonesië. Kayen Kidul telt 2950 inwoners (volkstelling 2010).